# Woodsia scopulina
Woodsia scopulina (tiếng Anh: "Rocky Mountain Woodsia") là một loài thực vật lâu năm thuộc họ dương xỉ thân gỗ (Dryopteridaceae). Đây là loài bản địa của phía tây và phía bắc Hoa Kỳ và Canada. W. scopulina là một loài dương xỉ nhỏ, kích cỡ 10-20 centimét, mọc ở các khe nứt trong đá vùng khí hậu ẩm thấp tới khô.

## Hình ảnh

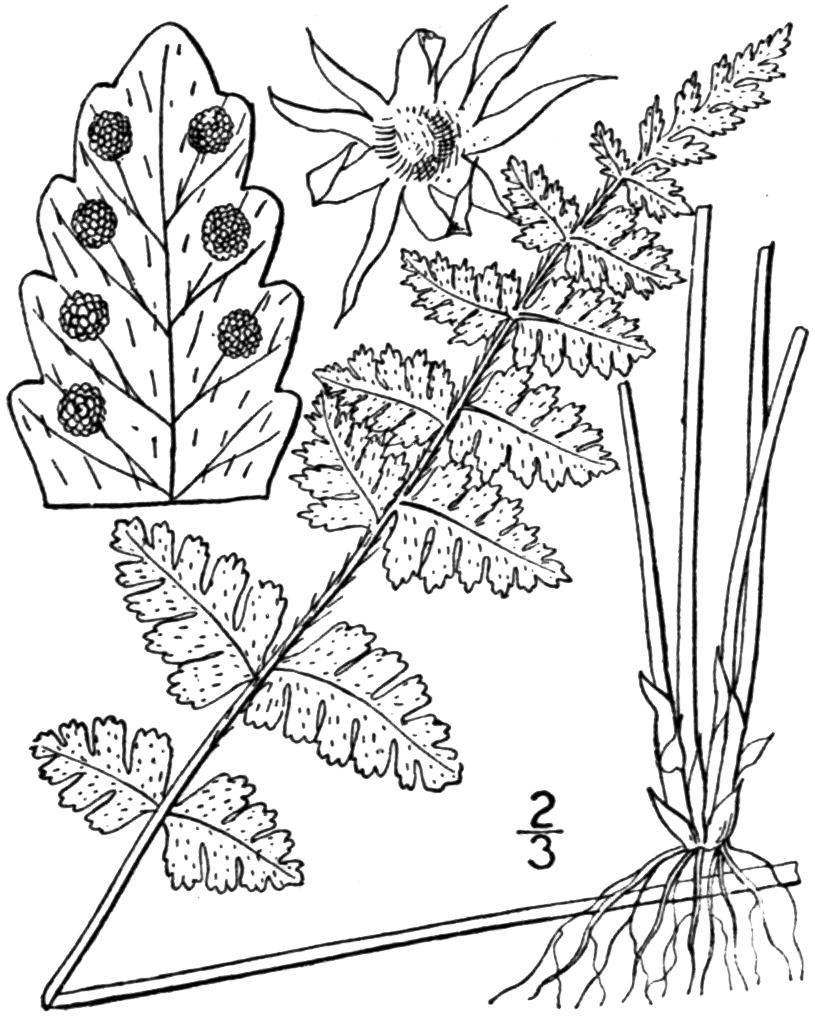